# Yann Coquart
Yann Coquart est un auteur, réalisateur et monteur français de cinéma de fiction et de films documentaires.

## Biographie
Il a été formé à la Femis. Il est devenu auteur, réalisateur et monteur français de cinéma de fiction et de films documentaires.

## Filmographie[3],[4]

### En tant qu'auteur et réalisateur

#### cinéma documentaire
- 2022 : Le diable au corps, sensuel et sans remords [5]
- 2018 : Histoires d'une nation
- 2018 : Mésopotamie, une civilisation oubliée
- 2015 : Les Mondes de Philip K. Dick
- 2011 : Crazy Horse 60 ans

### En tant que monteur

#### cinéma documentaire
- 2016 : Bagdad, chronique d'une ville emmurée
- 2016 : Hugo Pratt, trait pour trait
- 2016 : Léon Blum, haï et adoré
- 2015 : Roland Barthes
- 2014 : Cancer, la piste oubliée
- 2014 : Charles avant De Gaulle
- 2013 : La Fin des Ottomans
- 2013 : L'Argent, le Sang et la Démocratie
- 2012 : Chants d'Islam
- 2011 : Une place dans l'espace
- 2011 : La Quille
- 2010 : Pôle emploi, au cœur de la crise
- 2010 : Bon pour le service
- 2009 : Le Père incertain
- 2006 : L'avenir est ailleurs
- 2005 : Le Louvre invisible
- 1998 : Paris

#### Cinéma de fiction[6]
- 2011 : Rapace
- 2007 : Cherche fiancé tous frais payés
- 2006 : Le Pendu
- 1998 : Les Cachetonneurs
- 1997 : Le Déménagement
- 1994 : La Croisade d'Anne Buridan
- 1994 : Hélas pour moi